# باول بيرغ
باول بيرغ (بالألمانية: Paul Berg)‏ هو متزلج على الثلوج ألماني، ولد في 26 سبتمبر 1991 في بيرغيش غلادباخ في ألمانيا.

## وصلات خارجية
- باول بيرغ على موقع الاتحاد الدولي للتزلج (ركوب لوح الثلج) (الإنجليزية)
- باول بيرغ على موقع اللجنة الأولمبية الدولية (الإنجليزية)
- باول بيرغ على موقع أوليمبيديا (الإنجليزية)
- باول بيرغ على موقع اللجنة الأولمبية الألمانية (الألمانية)